# Алма-Атинська декларація ВООЗ 1978 року
Алма-Атинська декларація ВООЗ прийнята 12 вересня 1978 року в м. Алма-Ата на Міжнародній конференції з первинної медико-санітарної допомоги. Вона визначила значення ПМСД в організації медичної допомоги населенню за рахунок надання загальній практиці-сімейній медицині статусу провідної медичної спеціальності, «представники якої відповідають за надання медичної допомоги при першому контакті з пацієнтом та подальше спостереження за хворими, а також за питання зміцнення здоров'я та профілактики захворювань».
Цей документ став першим кроком на шляху до формування нової політики охорони здоров'я на глобальному, регіональному та національному рівнях держав-членів ВООЗ, підкресливши, що охорона здоров'я кожної людини є стрижнем стратегії досягнення здоров'я для всіх і що вона залежить від рівня санітарної освіти та інформованості людини з питань охорони здоров'я.
Алма-Атинська декларація ініціювала проведення реформ в галузі охорони здоров'я з пріоритетним розвитком первинної медико-санітарної допомоги у багатьох країнах світу, в тому числі і в Україні. У зв'язку з цим виникла необхідність у формуванні якісно нової схеми надання ПМСД населенню та якісно нового спеціаліста — лікаря загальної практики, або сімейного лікаря, повноваженнями якого було б вирішення більшості медичних питань одночасно із наданням кваліфікованих рекомендацій з питань соціальної, правової, профілактичної і реабілітаційної допомоги.